# Virginia Reiter

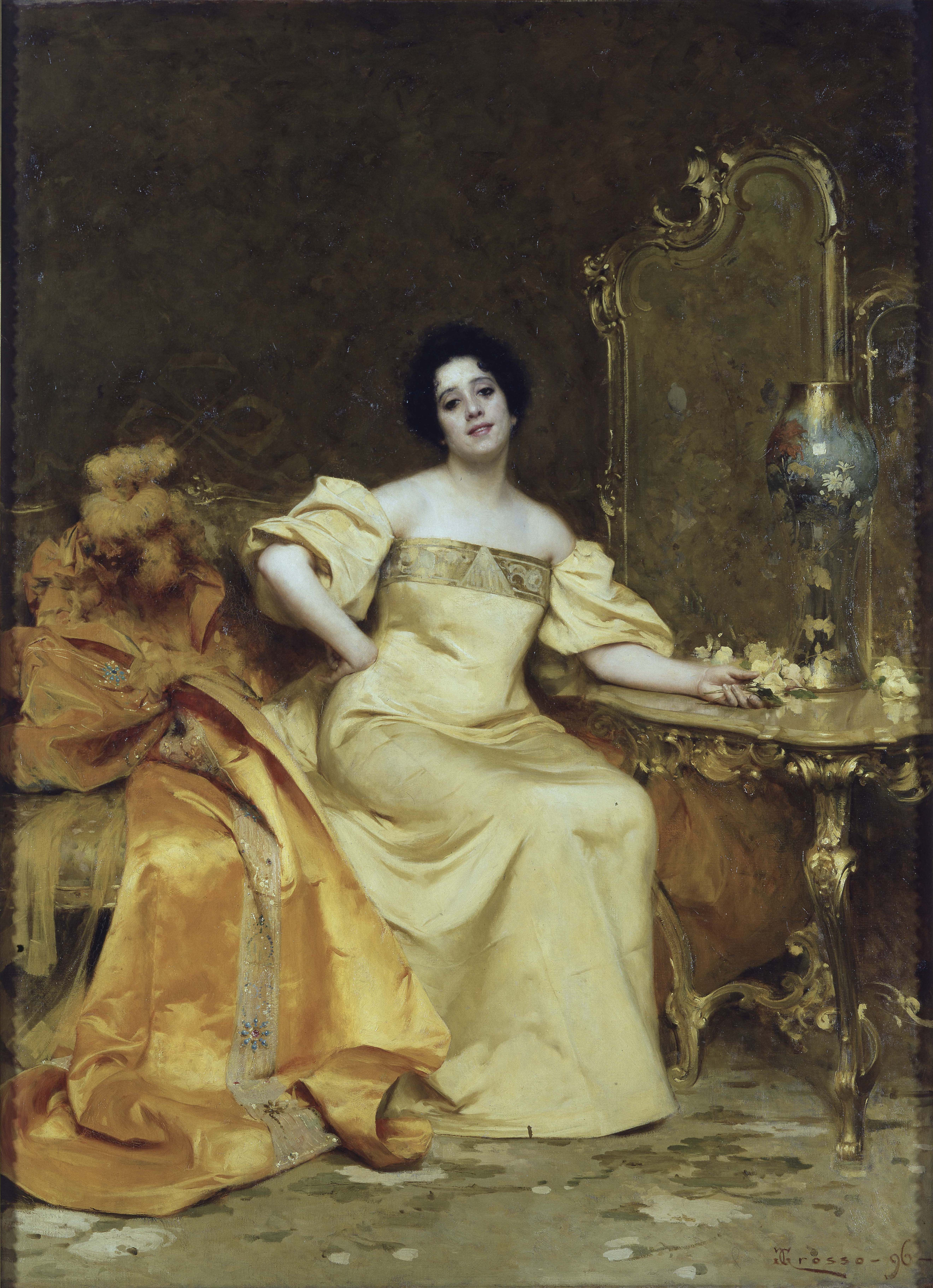
Giacomo Grosso, Ritratto di Virginia Reiter (1896)

Virginia Reiter, propriamente Virginia Reiterer (Modena, 16 gennaio 1862 – Modena, 22 gennaio 1937), è stata un'attrice teatrale italiana.

## Biografia
Attrice da sempre dotata di una voce melodiosa e di grande espressività, capace di entrare in comunicazione con il pubblico anche grazie alla sua affascinante femminilità, Virginia Reiter è una figura di primo piano nel teatro italiano tra Ottocento e Novecento.
Esordì nel mondo teatrale nel 1883 nella compagnia del capocomico Giovanni Emanuel, diventandone prima attrice nel 1887. Tra il 1887 e il 1892 recitò anche all'estero in Europa e America.
Lavorò nella stagione 1894-1895 con la Talli-Reinach in alcuni testi brillanti e dal 1895 al 1899 con la Leigheb-Andò e con questa compagnia fu, nel 1896, apprezzata nel dramma, prima interprete della Lupa di Giovanni Verga. Formò poi, tra l 1900 e il 1902, la Reiter-Pasta con Francesco Pasta con la quale mise in scena il suo maggior cavallo di battaglia: Madame Sans-Gêne di Victorien Sardou e Émile Moreau, da lei replicato 280 volte tanto da venire assimilata a Caterina, la schietta e simpatica protagonista della commedia.
Fu quindi socia di Luigi Carini con il quale rimase sino al 1915, anno in cui si ritirò dalle scene. Il 19 febbraio 1915, al Teatro Dal Verme di Milano, i più importanti attori italiani dell'epoca portarono in scena Goldoni e le sue sedici commedie nuove di Paolo Ferrari in onore di Virginia Reiter e di Ermete Novelli che si ritiravano dalle scene. La Reiter aveva la parte di Placida, moglie di Medebac.
Grazie all'estrema versatilità ottenne grandi gratificazioni in ogni genere.
Dopo il suo ritiro, pressata da continue richieste, Reiter decise di tornare sulle scene tra il 1920 e il 1921 per una sola ultima tournée, che fu chiamata "dei 100 giorni": 100 recite in tutta Italia, partendo da Roma (Teatro Argentina) per toccare Napoli, Pisa, Livorno, Genova, Pavia, Piacenza, Como, Milano, Alessandria, Torino, Firenze, Brescia, Mantova, Padova, Rovigo, Ferrara, Ravenna, Forlì, Ancona, Trieste, Venezia, Parma, per concludersi a Bologna. Con lei era una schiera di attori di primo piano quali Paola Pezzaglia, Maria Marussig, Manlio Bertoletti. La tournée assunse le proporzioni di un grande evento, e rimase negli annali del teatro, registrando un trionfo a ogni tappa. La grande attrice dette così, come meglio non avrebbe potuto, il suo addio alle scene. 
È sepolta nel cimitero San Cataldo di Modena.